# Paolino Paperino Band
La Paolino Paperino Band è un gruppo musicale italiano proveniente dalla provincia di Modena. Nato nel 1987, il gruppo si sciolse nel 1994 per poi riformarsi nel 2012. Il gruppo abbraccia la politica di libera redistribuzione della musica, è quindi possibile scaricare tutte le canzoni della Paolino Paperino Band da Internet.

## Stile musicale
Le diverse influenze musicali, dai Ramones ai Bad Brains agli Skiantos, mescolandosi alle caratteristiche e alla creatività dei membri, hanno portato il gruppo ad avere una propria identità che si è manifestata - e tuttora si manifesta - in canzoni a volte puramente demenziali, a volte di maggiore spessore: in esse, spesso, sono trattati argomenti politici e sociali. Tuttavia, la prerogativa saliente della band è la particolare vena ironica che contraddistingue la propria produzione artistica.
Tra i loro pezzi più conosciuti figurano Tafferugli, Carabinieri, Fetta, Candy's e altri.

## Storia

### Primi anni (1987-1994)
La formazione originaria, con Yana alla voce, Bez alla batteria, Fox alla chitarra e Maso al basso, registra un primo demo autoprodotto nel 1988. Successivamente, Termos subentra a Bez alla batteria, e con questa composizione ha origine il primo mini LP, Fetta, nel 1991.
Dopo un nuovo cambio, con Bez che ritorna alla batteria e con Termos che va al basso in sostituzione di Maso, viene prodotto nel 1993 l'album Pislas: e l'anno seguente un secondo mini LP, Le beste feroci del circo, prodotto per sostenere la Lega Anti Vivisezione. Queste produzioni sono tutte siglate ad opera della AARGHH! Records, un negozio di dischi di Modena, che promuove album di artisti emergenti.

### Pausa e progetti paralleli (1994-2012)
La formazione decide di interrompere la propria attività nel 1994. Da quella data vi sono solo due apparizioni estemporanee con la band al completo: in occasione del corteo-concerto del 5 giugno 2004 a sostegno del collettivo anarchico Libera di Modena, al quale partecipano migliaia di persone, e il 23 ottobre 2011, Il giorno del ringraziamento serata tributo a Stefano "Steppo" Nocetti.
Tutti i componenti proseguono la loro carriera musicale con altri progetti, il più noto dei quali è il gruppo Lomas, nei quali milita il chitarrista Fox. Il 6 giugno 2009, viene rappresentato il musical Pilota Party, in cui appaiono Yana in qualità di attore e Termos di direttore musicale.

### Ritorno (2012-attuale)
Nel maggio 2012, il gruppo decide di riprendere la propria attività artistica con una nuova formazione. Termos ritorna alla batteria; Bez, batterista, rimane all'interno della nuova Paolino come seconda voce; Yana resta il cantante principale, mentre Fox, lo storico chitarrista, decide di non prendere parte al nuovo progetto; vengono chiamati, per completare la nuova formazione, Garu come bassista e Skeggia come chitarrista. Ai musicisti si affianca Marco Balugani, che assume le vesti del "tuttofare", dal costumista al truccatore, dall'autista all'assistente di palco.
Il gruppo così riformato si esibisce dal vivo, dopo quasi vent'anni di inattività, al Tempo Rock di Gualtieri il 27 ottobre del 2012, e si dedica alla composizione di pezzi inediti, in vista dell'uscita di un nuovo album lanciando un'operazione di crowdfunding, inviato poi ai sostenitori insieme ad una t-shirt avente come stampa il logo del gruppo ideato da Yana. Nel frattempo, Raffa si aggiunge alla formazione in qualità di chitarrista, mentre Bez rimane nel gruppo solo in veste di collaboratore.
A febbraio 2013, il gruppo si chiude in studio di registrazione: presso il Bombanella Soundscapes di Maranello prende vita un album interamente nuovo, dal titolo Porcellum, che esce a metà aprile 2013 in CD e in vinile: quest'ultimo formato vede la stampa di un'edizione limitata, cioè il vinile rosso, accanto al vinile nero normale.
In occasione della registrazione, Stefano Cesca si unisce alla Paolino per curare la realizzazione del nuovo album, diventando il sesto componente della formazione, in veste di fonico e mixerista e che cura il video di Troiaio, presentato ufficialmente al Pianoterra di Milano il 9 giugno 2013.
Da aprile a luglio il gruppo si impegna nel "Porcellum tour", con tappe tra Italia e Svizzera, al termine del quale recupera le bobine dei primi lavori che dopo la rimasterizzazione sempre presso il Bombanella Soundscapes di Maranello vengono inclusi nel CD Pislas, (contenente i brani di Pislas, Fetta e dei 7" come tracce bonus) pubblicato dalla AssTo Records, la neo-etichetta del gruppo.
Nel 2014, il gruppo parte per un nuovo tour chiamato questa volta "Ciccioli Tour", al termine del quale Termos lascia la batteria: al suo posto entra Matte. Il 27 dicembre 2014 tornano a suonare per il Libera dopo tanto tempo, in un concerto che raccoglie fondi per i processi relativi agli sgomberi del Libera, del Soverte e dello Stella Nera. A marzo 2015, riprende il tour della Paolino, al fianco dei Peter Punk e con un'apparizione di Termos al basso in occasione di un live a Milano.
Dopo un breve periodo di pausa, la band torna ad esibirsi live nel 2016, affidandosi alla booking Kob Records.
In quello stesso periodo, comincia a lavorare ad un nuovo album, dal titolo C'è gente che dormono, che viene inciso tra l'agosto ed il settembre del 2017 presso il Santanna Recording Studio di Gianni Salvatori, a Castelfranco Emilia, e masterizzato da Giovanni Salvatori nello studio La Maestà, pubblicato nel novembre del 2017. 
Negli anni successivi, il gruppo è impegnato in diversi concerti, soprattutto in Emilia Romagna e nel Nord Italia. L'attività live viene interrotta a causa della pandemia Covid-19 del 2020. Costretti in casa, i componenti registrano a distanza la loro personale versione di "Bella Ciao" in occasione del 25 aprile 2020: a questa pubblicazione, segue un'altra registrazione "casalinga", ossia la versione 2.0 de "La Pentola" in cui i personaggi citati nel brano vengono attualizzati, attingendo al contemporaneo panorama politico, culturale e dello spettacolo. Entrambi i brani sono stati pubblicati - e sono visibili - su Youtube.
Superato il periodo pandemico, la band ricomincia la propria attività live, partecipando anche alla prima edizione del "Punk on Sea" nel 2021, un festival punk su una nave da crociera MSC nel mediterraneo, e alla seconda edizione dello stesso festival, nel 2022: sulla terraferma, si susseguono diverse date, tra cui una al Link di Bologna insieme a Punkreas, Derozer e Shandon, oltre ad un paio di occasioni che permettono al gruppo di tornare dopo tanti anni anche in Sardegna - mentre un concerto previsto in Sicilia salta a causa di un problema all'aereo -. L'attività live prosegue fino all'estate del 2023, quando Garu - bassista ormai da 11 anni della nuova formazione - esce dal gruppo. 
A sostituirlo arriva JJ Marchini, con il quale si inizia subito a lavorare su un nuovo EP. La pre-registrazione dei brani ha luogo nel maggio del 2024 a Savoniero, una frazione del comune di Palagano: è qui che la band fa la conoscenza di Italo, barista dallo sguardo serio e profondo, che dopo aver servito caffè e grappe a tutti, apostrofa la Paolino sibilando "Sè, mo chi pega?" (sì, ma chi paga?) quando la compagnia si alza per ritornare in sala prove. In effetti, nessuno aveva provveduto a saldare il conto. L'EP ha trovato il suo nome: "Sèmochipega". A luglio la Paolino registra 4 brani presso il Santanna Recording Studio di Gianni Salvatori, a Castelfranco Emilia e il 7 ottobre 2024 viene pubblicato il singolo "Gilda". Il 20 gennaio 2025, esce finalmente l'EP "Sèmochipega".

## Componenti
- Yana (Fabio Zini) - voce
- Matte (Matteo Rosestolato) - batteria
- Jay Marchini (Giorgio "JJ" Marchini) - basso
- Skeggia (Laura Botti) - chitarra
- Raffa (Raffaello Nadini) - chitarra
- Cesca (Stefano Cesca) - fonico

## Ex componenti
- Fox (Alessandro Formigoni) - chitarra (anche voce e chitarra dei Lomas)
- Termos (Massimo Termanini) - basso (prima Paolino) e batteria (EP di Fetta e 2012 - 2014)
- Maso (Marco Masini) - basso
- Bez (Fabrizio Masi) - batteria
- Garu (Andrea Garuti) - basso (2012 - 2023)
- Balu (Marco Balugani) - presidente e papa

## Discografia
Album in studio
- 1993 - Pislas
- 2013 - Porcellum
- 2017 - C'è gente che dormono

Demo
- 1988 - La Prima Paolino
- 1988 - Candy Candy

EP
- 1991 - Fetta
- 1994 - Le Bestie Feroci del Circo
- 2025 - Sèmochipega

Partecipazioni
- 1992 - Skandalo al sole